# Nel bianco (romanzo)
Nel bianco (Whiteout) è un romanzo di Ken Follett pubblicato nel 2004.
È un thriller ambientato in Scozia, vicino a Glasgow, e narra di un gruppo di terroristi che tenta di trafugare un pericoloso virus da un laboratorio di ricerca biologica durante una fredda e innevata notte di Natale.
Nel 2009 il romanzo è stato trasposto in un'omonima miniserie televisiva diretta da Peter Keglevic e interpretata da Isabella Ferrari, Heiner Lauterbach e Huub Stapel.

## Trama

Simbolo internazionale del biorischio

È la vigilia di Natale quando scatta un allarme nella sede dell'Oxenford Medical, un elegante edificio vittoriano trasformato in uno dei più importanti centri di ricerca di biologia, di proprietà del noto scienziato Stanley Oxenford, nel quale si sta conducendo una ricerca su un farmaco sperimentale attivo contro una pericolosa variante del virus ebola. In seguito a una serie di indagini interne la responsabile della sicurezza Antonia Gallo detta "Toni" scopre che un tecnico di laboratorio coinvolto in un movimento animalista ha portato a casa un coniglio al quale era stato iniettato il virus. Dal momento che la cura non è ancora efficace sulle persone il tecnico viene ritrovato agonizzante nella propria abitazione. L'evento richiama l'attenzione dei media, mettendo a rischio la reputazione del centro di ricerca, nonché i finanziamenti da parte del dipartimento della difesa degli Stati Uniti d'America.
Toni, brillante ex poliziotta, rafforza le misure di sicurezza e fa di tutto per proteggere l'immagine dell'azienda, e questo anche in virtù dei sentimenti che prova nei confronti dell'affascinante Stanley. Quest'ultimo tuttavia, vedovo da soli diciotto mesi, le fa capire chiaramente che non ha intenzione di complicare il rapporto con i propri figli rifacendosi una vita con un'altra donna. Toni rimane delusa e cerca di concentrarsi sul lavoro. Proprio quando raddoppia il numero di sorveglianti del laboratorio e pensa di avere superato la crisi una banda di quattro persone riesce a eludere gli evoluti sistemi di sorveglianza e a sottrarre dall'area protetta il virus letale durante la notte di Natale. A causa della tormenta di neve la banda non riesce ad allontanarsi e decide di trovare rifugio temporaneo proprio a casa di Stanley; uno dei quattro malviventi è, infatti, il figlio di Stanley, Kit, profondamente amareggiato con il padre e animato dalla volontà di riscattare i suoi debiti di gioco e di salvarsi la vita dalle minacce dei creditori. Egli, inoltre, era colui che in passato aveva progettato i sistemi di sicurezza del laboratorio e che perciò non ebbe molta difficoltà ad addentrarsi all'interno di esso. La pressione sulla responsabile della sicurezza e sulla Oxenford Medical sale rapidamente, insieme al timore per la possibile diffusione di una pandemia senza antidoto. Nonostante la tormenta di neve e nonostante i malviventi abbiano isolato i telefoni, requisito i cellulari e legato i membri della famiglia Oxenford, Toni riesce alla fine di una lunga notte a liberare gli ostaggi e a sgominare la banda criminale, coronando infine la sua love story con il ricco biologo.

## Personaggi principali
- Stanley Oxenford: brillante e ricco scienziato quasi sessantenne, proprietario dell'Oxenford Medical. È un uomo affascinante, molto affezionato alla sua famiglia e al ricordo dell'amata moglie italiana Marta, morta poco tempo prima di una grave malattia. Soffre per il comportamento del figlio Kit ed è combattuto tra la sua attrazione per Toni Gallo e la ragione, che gli impone di restare vicino ai figli.
- Antonia 'Toni' Gallo: ex poliziotta metà scozzese e metà spagnola, si occupa della sicurezza della Oxenford. È follemente innamorata di Stanley, il suo capo, ma lui è più vecchio di circa vent'anni e non ha intenzione di farsi un'altra famiglia dopo la morte della moglie.
- Kit Oxenford: figlio di Stanley Oxenford con il vizio del gioco e amicizie pericolose. Compie diversi furti ai danni del laboratorio; dopo essere stato scoperto grazie all'intervento di Toni entra in contrasto con il padre che lo licenzia. Sogna di trasferirsi un giorno in Italia, a Lucca, città della madre.
- Nigel Buchanan: leggenda nel mondo della malavita, noto per avere compiuto furti “eccellenti”. È incaricato di trafugare un virus letale in grado di uccidere milioni di persone per conto di un gruppo di terroristi.
- Miranda Oxenford: figlia di Stanley e sorella di Kit. Lavora come manager in un'azienda. È stata sposata con Jasper, un uomo eccessivamente autoritario, dal quale ha avuto il figlio Tom. Ha una relazione con Ned, che invece è un debole.
- Ned Hanley: partner di Miranda, è un giornalista gentile e colto ma malpagato e debole di carattere. È divorziato dalla moglie Jennifer, alla quale deve ancora molti soldi, e ha una figlia, Sophie.
- Sophie Hanley: figlia adolescente di Ned, ha un carattere ribelle.
- Jennifer Hanley: ex moglie di Ned.
- Tom Casson: figlio undicenne di Miranda.
- Jasper Casson: ex marito di Miranda, è sempre stato un tipo autoritario con la moglie e non ha mai sopportato troppo il padre di lei, Stanley Oxenford.
- Olga Oxenford: figlia di Stanley, fa l'avvocato. Ha un modo di pensare molto razionalistico e pratico. È sposata e ha due figli.
- Hugo: marito di Olga.
- Craig: figlio di Olga e Hugo, cerca di conquistare il cuore di Sophie.
- Caroline: figlia di Olga e Hugo.
- Harry McGarry, detto Harry Mac: proprietario di un casinò illegale, è in credito di molti soldi nei confronti di Kit Oxenford.
- Diana 'Daisy' McGarry: figlia di Harry Mac, è una criminale sadica e dall'aspetto orrendo.
- Elton: criminale, lavora per Nigel Buchanan.
- Frank Hackett: poliziotto, ex fidanzato di Toni. Si è comportato molto male con lei, lasciandola in un momento difficile. Proprio a causa della sua codardia ha un risentimento nei confronti della donna.
- Carl Osborne: giornalista molto conosciuto in Scozia, sempre alla ricerca di notizie sensazionali. Amico di Frank, è sempre stato attratto da Toni.
- Odette Cressy: poliziotta che lavora presso Scotland Yard e si occupa di trovare pericolosi terroristi; è amica di Toni.
- Kathleen Gallo: madre di Toni.

## Edizioni
- Ken Follett, Nel bianco, traduzione di Annamaria Raffo, Arnoldo Mondadori Editore, 2004,  p. 392, ISBN 978-88-04-53292-7.